# NPO Klassiek
NPO Klassiek (bis Januar 2023: NPO Radio 4) ist ein niederländisches Hörfunkprogramm für klassische Musik innerhalb des Nederlandse Publieke Omroep.

## Organisation
Der öffentliche Rundfunk in den Niederlanden wird subsidiär betrieben, so dass folgende Einrichtungen zum Programm beitragen:
- AVROTROS
- NTR
- BNNVARA
- KRO-NCRV
- VPRO
- MAX

## Geschichte
Die erste Ausstrahlung von NPO Radio 4 (damals noch unter der Bezeichnung „Hilversum 4“) fand am 28. Dezember 1975 statt. Dies war auch der erste Sendetag des niederländischen Senders Veronica. Zu Beginn des Senders war André van Duin sehr oft im Tagesprogramm zu hören, was den Sender in der ersten Zeit positiv prägte. Das Abendprogramm wurde in den ersten Sendejahren maßgeblich durch Televisie Academie gestaltet. Die Sendezeiten wurden sehr schnell ausgeweitet, es gab damals aber noch keine Sendungen während der Nachtstunden.
Heute sendet NPO Radio 4 ein 24-stündiges Programm über Internet und Satellit in „surround sound“. Das Programmschema hat sich in den letzten Jahren verändert. Es werden immer weniger komplette Werke am Stück gesendet; dafür mehr ausgewählte Fragmente aus vertrauten klassischen Werken. Seit dem 19. August 2014 trägt der Sender den Zusatz NPO im Namen.
Am 28. September 2022 wurde im Rahmen des NPO-Budgets für das Jahr 2023 bekannt gegeben, dass NPO Radio 4 in dem Jahr in NPO Klassiek umbenannt werden soll.

Historische Logos von NPO Radio 4
Bis 19. August 2014
Von 2014 bis 2023